# Хюрт
Хюрт (нем. Hürth) — город в Германии, в земле Северный Рейн-Вестфалия.
Входит в состав района Рейн-Эрфт. Население составляет 57 922 человека (на 31 декабря 2010 года). Занимает площадь 51,173 км². Официальный код — 05 3 62 028.
Место рождения Михаэля и Ральфа Шумахеров — знаменитых гонщиков Формулы-1.
Своим существованием город Хюрт обязан своему экономическому и промышленному развитию, которое основано на наличии залежей лигнита (или бурого угля) в Рейнской области. Он добывался здесь в конце XIX — начале XX вв. В 1988 году с добычей бурого угля было покончено, однако он имеет значение и по сей день в химической промышленности и в сфере средств массовой информации.
В городе расположено озеро Отто-Майглер-Зе. Город подразделяется на 12 городских районов.

## Городской муниципалитет: описание
12 частей города сгруппированы в 9 районах (описание дается с численностью населения в каждом районе):
1. Альт-Хюрт и Кнапсак (нем. Alt-Hürth und Knapsack): 7265 и 151 житель. Большая часть жителей Кнаспсака была переведа в 1970-х годах по экологическим соображениям. Позже город-тезка и центральная часть города Хюрт были переименованы в Старый Хюрт (нем. Alt-Hürth).
2. Берренрат (нем. Berrenrath ): население — 3278 человек. Берренрат был закрыт до 1959 года, так как этот район был использован под шахты для добычи бурого угля.
3. Глойель (нем. Gleuel); население — 6558 человек. Здесь вы можете встретить старые замки, мельницы и церкви.
4. Альтштэтен — Бурбах (нем. Alstädten-Burbach): население — 3795 человек. Две части города срослись как географически, так и политически, и по сей день воспринимаются как единое целое.
5. Штоцхайм и Сильздорф (нем. Stotzheim und Sielsdorf): 1776 и 379 жителей. Штоцхайм известен также как «Анютины глазки».
6. Эфферен (нем. Efferen): население — 12 769 человек. Эфферен граничит с зелёной полосой, которая разделяет Хюрт и Кёльн. В 1975 году было запланировано, что это место будет входить в состав Кёльна. В Эфферене также находится «студенческий городок» Кёльнского университета.
7. Фишенихь (нем. Fischenich): население — 5026 человек. Здесь имеется большое количество ферм на нижнем склоне и много мелких фермерств.
8. Кенденихь (нем. Kendenich): 3089 человек. Очень похоже на Фишенихь, однако главной приметой этого местечка является замок.
9. Хермюльхайм и Кальсхойрен (нем. Hermülheim und Kalscheuren): 15.499 и 630 человек. Ранее Хермюльхайм был центром города Хюрт, где и находилась ратуша. Кальсхойрен изначально планировался как жилой район, однако сейчас он используется как промышленная зона.

## География
Хюрт расположен к юго-западу от Кёльна на северо-восточном склоне. Ему же принадлежит часть парка Рейнской области.
Хюрт делится на 3 ландшафтные зоны:
- плодородные равнины Кёльнской бухты (в основном используются для сельского хозяйства, но есть и жилые площади);
- мыс (некоторые части которого густо заселены, а другие используются для сельского хозяйства, в частности для выращивания овощей. Особенно это относится в Фишенихь и Кенденихь);
- склон (мало населенные места, в основном покрытые лесами; ранее здесь добывался лигнит).